# Tonnay-Boutonne
 Tonnay-Boutonne  es una población y comuna francesa, situada en la región de Poitou-Charentes, departamento de Charente Marítimo, en el distrito de Saint-Jean-d'Angély y cantón de Tonnay-Boutonne.

## Demografía
| 1051 | 1036 | 1072 | 1053 | 1088 | 1126 |
| Para los censos de 1962 a 1999 la población legal corresponde a la población sin duplicidades (Fuente: INSEE [Consultar]) |      |      |      |      |      |